# Vule Avdalović
Vule Avdalović srbijanski je profesionalni košarkaš. Igra na poziciji razigravača, a trenutačno je član španjolske Pamese Valencije.

## Karijera
Karijeru je započeo u omladinskom pogonu Partizana. Profesionalnu karijeru započeo je 1998., a u Partizanu je ukupno proveo pet sezona. Jednu sezonu (2000./01.) proveo je na posudbi u Astro Banki Beogradu. U posljednjoj sezoni odigrao je 10 utakmica Eurolige (prosjek: 13,1 poena, 2,7 skokova i 4,1 asistencija), 22 utakmice GYL (prosjek: 13 poena i 4.4 skokova), te 13 utakmica drugog dijela nacionalnog prvenstva (10 poena i 3.5 asistencija po utakmici). Od 2005. do 2009. igrao je za španjolsku Pamesu iz Valencije. Kasnije postaje članom Lucentum Alicantea.